# Asiagomphus odoneli
Asiagomphus odoneli е вид водно конче от семейство Gomphidae.

## Разпространение
Видът е разпространен в Индия (Западна Бенгалия).